# 宇宙人同名專輯
《宇宙人同名專輯》為台灣樂團宇宙人的第一張專輯，由相信音樂於2009年9月4日發行。
專輯中除了歌詞本內頁有許多創意的宇宙人照片（包含主唱小玉高中時期的照片也隱藏在其中）

## 曲目
1. 大家好！我們是宇宙人
2. 核爾蒙爆炸
3. 要去高雄
4. 夜來夜香
5. 太空警察
6. 悲情男子
7. 揹琴男子
8. 花花
9. HEY
10. 摔角選手
11. Sorry 女孩
12. 你來
13. Sofa So Good